# Nudisten
Nudisten (speltid 15 minuter) är en svensk kortfilm från 2010 med manus och regi av My Sandström. Filmen hade premiär på 33:e Göteborg International Film Festival, där den tilldelades festivalpriset Startsladden. Nudisten har haft flera visningar på svensk TV (2011, 2012, 2013, 2014, 2015).